# Peter Ustorf
Peter Ustorf (* 6. April 1951 in Hamburg) ist ein ehemaliger deutscher Eishockeyspieler und Trainer. 

## Karriere
Peter Ustorf war am Anfang seiner Karriere Spielertrainer beim RSC Bremerhaven. In der Zeit von 1978 bis 1980 führte er als Trainer den Schwenninger ERC von der Oberliga in die 1. Bundesliga, nachdem er in der Saison 1981/82 den VfL Bad Nauheim trainierte kehrte bereits nach 4 Monaten zum Schwenninger ERC zurück und blieb dort bis 1984. In der Saison 1984/85 trainierte er den HC Ambrì-Piotta in der Schweiz, am Anfang der Saison 1986/87 den SC Riessersee und von 1987/88 bis 1988/89 den EHC Essen-West. Nach seiner Zeit in Essen war Ustorf Anfang der 1990er Jahre Trainer des ESV Kaufbeuren und bewahrte den Verein vor dem Abstieg aus der Bundesliga, der damals höchsten Spielklasse. Danach trainierte er in der Saison 1996/97 und 1997/98 die Berlin Capitals, bei der Mannschaft war er auch zugleich als Manager tätig.
In der Zwischenzeit arbeitete er als Europa-Scout für die Washington Capitals aus der NHL. Zu Beginn des Jahres 2005 kehrte er in seine Heimatstadt Kaufbeuren, in der er auch den Kufensport erlernt hat, als Trainer der 2. Bundesliga-Mannschaft des ESV Kaufbeuren zurück. Er bewahrte den ESVK vor dem Abstieg. In der Folgesaison erreichte man trotz knapper finanzieller Mittel fast die Play-offs. Der Vertrag wurde Ende November 2006 wegen Erfolglosigkeit aufgelöst. Von Dezember 2006 bis Oktober 2007 trainierte er erneut den Schwenninger ERC, welcher in der 2. Bundesliga spielte.
Als Eishockeyspieler war er für den RSC Bremerhaven und den ESV Kaufbeuren tätig. Sein Sohn Stefan Ustorf war ebenfalls Eishockeyspieler.